# Nicolas Léonard Sadi Carnot
Nicolas Léonard Sadi Carnot (Paris, 1 de junho de 1796 – Paris, 24 de agosto de 1832) foi um físico, matemático e engenheiro mecânico francês, muitas vezes referido como o "pai da termodinâmica". Foi o responsável pelo primeiro modelo teórico sobre as máquinas térmicas, conhecido como ciclo de Carnot, e apresentou os fundamentos do que, posteriormente, tornar-se-ia a segunda lei da termodinâmica.

## Biografia
Nicolas Léonard Sadi Carnot nasceu em Paris no dia 1 de junho de 1796. primeiramente, educado pelo pai em ciências, matemática, música e língua e aos 16 anos ingressou na École Polytechnique.
Em 1823, mesmo ano da morte de seu pai, Carnot escreve um artigo não publicado com o objetivo de encontrar uma expressão matemática para o trabalho produzido por um quilograma de vapor. Somente em 1966, mais de um século após ser escrito, o documento em questão fora descoberto.
No ano de 1824, publica a única obra em vida: "Réflexions sur la Puissance Motrice du Feu et sur les Machines Propres a Développer Cette Puissance" (Reflexões sobre a Potência Motriz do Fogo e Máquinas Próprias para Aumentar essa Potência) – na qual revisa a importância industrial, política e econômica do motor a vapor.
O engenheiro francês iniciou sua investigação sobre as propriedades dos gases após interessar-se pelos problemas industriais, em especial a relação entre pressão e temperatura, em 1831. Em 1832, morre subitamente de cólera, no dia 24 de agosto. Apesar de quase todas suas coisas terem sido incineradas – como era de costume da época – parte de suas anotações escaparam à destruição. Essas anotações mostram que Sadi Carnot havia chegado à ideia de que, essencialmente, calor era trabalho, cuja forma fora alterada. Por essa, Nicolas Leonard é, por excelência, considerado o fundador da Termodinâmica – ciência que afirma ser impossível a energia desaparecer, mas apenas a possibilidade da energia se alterar de uma forma para outra.
A possibilidade de interconversão entre calor e trabalho possui restrições para as chamadas máquinas térmicas. O Segundo Princípio da Termodinâmica, elaborado em 1824 por Sadi Carnot, é enunciado da seguinte forma:
"Para haver conversão contínua de calor em trabalho, um sistema deve realizar ciclos entre fontes quentes e frias, continuamente. Em cada ciclo, é retirada uma certa quantidade de calor da fonte quente (energia útil), que é parcialmente convertida em trabalho, sendo o restante rejeitado para a fonte fria (energia dissipada)."
Em suas reflexões fica evidente que o seu raciocínio se apoiava no aproveitamento do trânsito natural da energia de uma fonte quente para uma fonte fria, possibilitando extrair parte dessa energia térmica para usa-la mecanicamente:
"Sempre que há uma diferença de temperatura, e que o restabelecimento do equilíbrio do calórico pode acontecer, a produção de potência motriz é possível. O vapor é apenas um agente que permite obter esta potência, mas não é o único; qualquer corpo natural podem ser usado com o mesmo objetivo, pois todo corpo natural é suscetível a variações de volume, a sucessivas contrações e dilatações provocadas pela alternância de calor e frio".